# Arado Ar 64
Arado Ar 64 là một loại máy bay tiêm kích hai tầng cánh, được phát triển vào cuối thập niên 1920.

## Biến thể
Ar 64a
Ar 64b
Ar 64c
Ar 64D
Ar 64E

## Quốc gia sử dụng
- Đức:

Luftwaffe

## Tính năng kỹ chiến thuật (Ar 64D)
Dữ liệu lấy từ Aircraft of the Third Reich
Đặc tính tổng quan
- Kíp lái: 1
- Chiều dài: 8,43 m (27 ft 8 in)
- Sải cánh: 9,9 m (32 ft 6 in)
- Trọng lượng rỗng: 1.210 kg (2.668 lb)
- Trọng lượng cất cánh tối đa: 1.680 kg (3.704 lb)
- Động cơ:  × Siemens (Bristol) Jupiter VI , 395 kW (530 hp)
- Cánh quạt: 4-lá wooden fixed pitch propeller

Hiệu suất bay
- Vận tốc cực đại: 250 km/h (155 mph; 135 kn) trên độ cao 5.000 m (16.404 ft)

Vũ khí trang bị

2 × Súng máy MG 17 7,92 mm (0,312 in)